# ロダニン
ロダニン（英: Rhodanine）はチアゾリジンから作られる有機化合物である。二硫化炭素、アンモニア、クロロ酢酸から合成される。
ロダニン誘導体のいくつかは薬理活性を持つ。例えば、エパルレスタットは糖尿病性神経障害の治療に用いられる。しかし、標的分子への選択性に乏しく、その結果、この系統の薬剤の有用性には疑念が抱かれている。